# Holomamoea foveata
Holomamoea foveata är en spindelart som beskrevs av Forster och Wilton 1973. Holomamoea foveata ingår i släktet Holomamoea och familjen Amphinectidae. Inga underarter finns listade i Catalogue of Life.